# Ciao cuore (singolo)
Ciao cuore è un singolo del cantautore italiano Riccardo Sinigallia, pubblicato il 31 agosto 2018 ed estratto dall'album omonimo.

## Tracce
- Download digitale

1. Ciao cuore – 3:33

## Video
Il videoclip della canzone è stato diretto da Daniele "Dandaddy" Babbo e interpretato da Valerio Mastandrea.